# 李林生
李林生（1971年11月18日—），韩国江华人，退役韩国职业足球运动员，他在球员时代以空中作战的能力比较强，作为国家代表先后参加了两屇奥运会、一屇世界杯及2000年的美洲金杯，毕业于高丽大学。

## 简介
1994年，李林生加入油公象(1997年球队易名为富川SK)成为职业球员，早在1992年李林生便进入韩国国家队並参加了巴塞隆拿奥运会，1996年再以超龄球员身分参加亞特兰大奥运会。
1998年，李林生入选韩国国家队参加法国世界杯，在小组赛最后一场对阵比利时的比赛中替补上场，他在头被撞破的情况下依然头缠绷带满场飞奔的场面令人留下深刻的印象。
2003年，李林生从富川SK转会到釜山偶像効力一个赛季后退役。
李林生退役后在水原三星担任了助理教练接近6年，辅助球队主教练车范根。
2010年6月，李林生远赴新加坡执教内政联並率队在2011年及2013年两度夺得新加坡杯冠军，其个人在2013年获得新加坡联赛最佳教练，2014年12月李林生辞去球队主教练一职。
2015年1月，中甲联赛球队深圳宇恒宣布李林生出任球队预备队主教练，但据了解李林生一开始是作为主教练人选被推荐给深圳队，但由于俱乐部刚更换投资方需要一个平稳过渡，所以李毅继续担任球队主教练，让李林生担任预备队主教练。不过同年4月，李林生就代替了李毅出任深圳队一线队的主教练。2015年8月27日，球队以李林生因壓力過大为由宣布其下课，由李海強代替其教練職務。
2016年，李林生加入延边富德担任助理教练，同年12月加入天津泰达担任助理教练兼预备队主教练。2017年1月李林生被曝光拒绝在延边的工资单上签字，发生欠薪风波，并有可能牵连到延边队的中超参赛资格。
2017年5月30日，李林生成为天津泰达代理主教练。2017年7月7日，李林生正式成为天津泰达主教练，8月15日，天津泰达官方宣布李林生不再担任球队主教练。
2024年4月出任韩国足协技术总监。